# C1GALT1C1
C1GALT1C1 (англ. C1GALT1 specific chaperone 1) – білок, який кодується однойменним геном, розташованим у людей на довгому плечі X-хромосоми. Довжина поліпептидного ланцюга білка становить 318 амінокислот, а молекулярна маса — 36 382.
| 10         |  | 20         |  | 30         |  | 40         |  | 50         |
| ---------- |  | ---------- |  | ---------- |  | ---------- |  | ---------- |
| MLSESSSFLK |  | GVMLGSIFCA |  | LITMLGHIRI |  | GHGNRMHHHE |  | HHHLQAPNKE |
| DILKISEDER |  | MELSKSFRVY |  | CIILVKPKDV |  | SLWAAVKETW |  | TKHCDKAEFF |
| SSENVKVFES |  | INMDTNDMWL |  | MMRKAYKYAF |  | DKYRDQYNWF |  | FLARPTTFAI |
| IENLKYFLLK |  | KDPSQPFYLG |  | HTIKSGDLEY |  | VGMEGGIVLS |  | VESMKRLNSL |
| LNIPEKCPEQ |  | GGMIWKISED |  | KQLAVCLKYA |  | GVFAENAEDA |  | DGKDVFNTKS |
| VGLSIKEAMT |  | YHPNQVVEGC |  | CSDMAVTFNG |  | LTPNQMHVMM |  | YGVYRLRAFG |
| HIFNDALVFL |  | PPNGSDND   |  |            |  |            |  |            |

A: Аланін

C: Цистеїн

D: Аспарагінова кислота

E: Глутамінова кислота

F: Фенілаланін

G: Гліцин

H: Гістидин

I: Ізолейцин

K: Лізин

L: Лейцин

M: Метіонін

N: Аспарагін

P: Пролін

Q: Глутамін

R: Аргінін

S: Серин

T: Треонін

V: Валін

W: Триптофан

Кодований геном білок за функцією належить до шаперонів. 
Локалізований у мембрані.